# Любашівська селищна територіальна громада
Любашівська селищна територіальна громада — територіальна громада в Україні, у Подільському районі Одеської області, створена 8 лютого 2018 року в рамках адміністративно-територіальної реформи 2015–2020 років. Адміністративний центр — селище Любашівка.
Площа — 834.7 км², населення — 21 709 мешканці (2020).
Громада утворена в результаті об'єднання Любашівської селищної ради із сільськими радами Агафіївською, Іванівською і Сергіївською.
19 липня 2020 року, в результаті адміністративно-територіальної реформи і ліквідації Любашівського району, громада увійшла до складу новоутвореного Подільського району.

## Склад громади
До складу громади входить одне селище Любашівка і 42 села:
- Агафіївка
- Агеївка
- Адамівка
- Антонівка
- Арчепитівка
- Бобрик Другий
- Бобрик Перший
- Бобрицьке
- Бокове
- Велика Василівка
- Велике Бокове
- Вишневе
- Демидівка
- Дмитрівське
- Заплази
- Іванівка
- Катеринівка Перша
- Козачий Яр
- Комарівка
- Кричунове
- Мала Василівка
- Михайлівка
- Нововоздвиженка
- Новокарбівка
- Новоолександрівка
- Новотроїцьке
- Новоселівка
- Олександрівка
- Петрівка
- Пилипівка
- Покровка
- Сергіївка
- Сирівське
- Степанівка
- Троїцьке
- Чайківка
- Чайківське
- Червоний Яр
- Шайтанка
- Шкарбинка
- Янишівка
- Янівка